# اوشن گرو (ماساچوست)
اوشن گرو (به انگلیسی: Ocean Grove) یک منطقهٔ مسکونی در ایالات متحده آمریکا است که در شهرستان بریستول، ماساچوست واقع شده‌است. اوشن گرو ۲٫۱ کیلومتر مربع مساحت و ۲٬۸۱۱ نفر جمعیت دارد و ۵ متر بالاتر از سطح دریا واقع شده‌است.